# Диатриба
Диатри́ба (лат. diatriba, др.-греч. διατριβή) — жанр античной литературы, ораторская речь, произнесённая с критикой кого-то или чего-то, часто с использованием юмора, сарказма и апелляции к эмоциям. Вырос из публичной философской проповеди киников и стоиков, обращённой к простому народу и литературно обработанной Бионом, Телетом, Мениппом и другими писателями-проповедниками. Ни одно из их произведений не сохранилось.
Признаки диатрибы — моральная тема, обличительный пафос, сочетание серьёзности и насмешки (σπουδαιογέλοιον), личные обращения к читателю-адресату, возражения самому себе и ответы на эти возражения, широкое использование сравнений, аналогий, примеров, притчей, мифов, сентенций, раскрывающих и объясняющих доказываемый философский тезис. Диатрибам была присуща простота изложения, образная форма, фольклорные мотивы.
Для диатрибы типично утрирование, крайние вызывающие формулировки, критичное отношение к общепринятым жизненным ценностям, качественное использование приёмов риторики с одновременной имитацией обыденной и даже простонародной речи.
Считается, что основателем жанра был кинический писатель Бион Борисфенит (III век до н. э.). Темы бионовских диатриб — богатство и бедность, жизнь и смерть, религия, государство и т. п. Однако обстоятельства появления первой диатрибы, как и дата события, в точности не известны. В доказательство авторства Биона приводят диатрибы Телета Мегарского, в которых имеются отрывки бесед Биона. Однако многие историки считают, что Борисфенит лишь литературно усовершенствовал жанр диатрибы, которая ранее возникла в среде киников.
Запись о «Диатрибах» Биона у Диогена Лаэртского (Diog. Laert. II 77) нельзя назвать надёжным: историограф также упомянул Аристиппа как автора диатриб (Diog. Laert. II 84), т. е. использует термин без учёта датировки. Кроме того, стиль текстов более поздних авторов, относимых к диатрибам, отличается от специфической манеры письма Биона.
Жанр диатрибы продолжили другие философы Греции (Плутарх, Эпиктет). Диатриба была также популярна в Риме (Гораций, Ювенал). Приемы диатрибы использовали ранние христианские писатели, например, апостол Павел в Послании к римлянам и Послании к галатам, а также ранние гуманисты, такие как Эразм Роттердамский.